# Panemunės pievos
Panemunės pievos este o arie protejată (sit de importanță comunitară — SCI) din Lituania întinsă pe o suprafață de 2.959,71 ha, integral pe uscat.

## Localizare
Centrul sitului Panemunės pievos este situat la coordonatele 55°08′08″N 21°45′28″E / 55.1355°N 21.7579°E.

## Înființare
Situl Panemunės pievos a fost declarat sit de importanță comunitară în noiembrie 2021 pentru a proteja un număr necunoscut de specii din flora spontană și fauna sălbatică aflate în arealul zonei.

## Biodiversitate
Situată în ecoregiunea boreală, aria protejată conține 4 habitate naturale: Lacuri eutrofice naturale cu vegetație de tip Magnopotamion sau Hydrocharition, Pajiști uscate seminaturale și facies de acoperire cu tufișuri pe substraturi calcaroase (Festuco-Brometalia) (* situri importante pentru orhidee), Pajiști aluvionare boreale nordice, Fânețe de joasă altitudine (Alopecurus pratensis, Sanguisorba officinalis).
La baza desemnării sitului se află un număr nedeclarat de specii protejate.
Pe lângă speciile protejate, pe teritoriul sitului au mai fost identificate 3 specii de păsări.